# Liste des évêques de Meaux
Liste des évêques de Meaux (Dioecesis Meldensis).
La tradition veut que la foi chrétienne ait été prêchée au IIIe siècle dans la région habitée par les Meldes par des disciples de saint Denis.

## Liste

### IVesiècle-VIIIesiècle
- ? - v. 346 : Saintin de Meaux[1] (ou Santinus[2], ou Sanctinus[3])
- saint[4] Antonin[1],[5] (ou Antonius[2], ou Antoninestus)
- Mansuetus
- v. 389 - 393 : Modestus
- Acherus
- Riolus
- Promerus
- Primitus
- Principius
- saint Rigomer (ou Rigomerus)
- Crescentius
- Anius
- Praesidius
- Promissus
- v. 549 – v. 552 : Médovée[1] (ou Medovius[2], ou Medovechus[3]) ; participe au concile de Paris (553) ;
- Edenus
- Baudowald (ou Baudowaldus)
- 614 – 625 ou 626[6] : Gondoald[1] (ou Gundobaldus[2])
- 626 – 672 : saint Faron (ou Faro), mort le 28 octobre 672
- 672 – v. 680 ou 684 : saint Hildebert (ou Hildever[1], ou Hildebertus[2]), mort un 27 mai en 680[7] ou 684[8]
- v. 680[7] ou 685[8] : Herlingus[9]
- saint Patusius[10]
- saint Ebregisil (en)[1] (ou Ebrisigilus[2])
- Landeric (Saint-Landry)[11] (ou Landericus)
- Heldoaldus[1],[3] (ou Edoldus[1])
- Adolphe[1] (ou Adulfus[2])
- Ragemarus[1] (ou Ragaminatus[2])
- Sigenoldus[9]
- Erlaureus
- Aichidener[1] (ou Aidenerus[2], ou Archidenerus[3])
- v. 748 – v. 757[12] : Romain (ou Romanus)
- 757 – 769 : Wulfran
- Brumer (ou Brumerus)

### IXesiècle-XIIesiècle
- v. 800 - 823 : Hildric[1] (ou Hildericus[2])
- 823 – 853[7] ou 854[8] : Hubert Ier[1] (ou Hucbertus[2])
- 854[8] ou 855[7] – ~875[13] : Hildegaire (ou Hildegarius), mort en décembre, entre 873 et 876[13]
- v. 875[8] ou 876[7] – ~880: Ragenfridus[1] (ou Rainfroy, ou Raginfredus[2], ou Rainelmus[3])
- 881 – 887[14] : Segemont[1] (ou Segemundus[2])
- 900 – ? : Ingelran[1] (ou Enguerrand, ou Ingelramnus[2], ou Angehanus[3])
- 909 – ? : Hubert II[1] (ou Hucbertus[2])
- Agon[1] (ou Agonius[2])
- 936 – ? : Rothard (ou Rothardus)
- 947 – ? : Gildricus
- 962 – ? : Agerac (ou Ageracus)
- 986 – ? : Erchenrad[1] (ou Archenradus[2])
- ~995 – 1009 : Gilbert de Meaux (ou Gilbertus), mort en 1009
- ~1015[7] ou 1017 – ~1026 : Macaire (ou Macarius)
- 1028 – ? : Bernier[1] (ou Bernerus[2])
- Dagobert
- 1045 – 1082 : Gauthier Ier Saveyr[1] (ou Gauterus Saveyr[2]), mort le 19 octobre 1082
- 1082 – 1083 : Robert Ier[15], d'octobre[7] ou novembre[8] 1082 à 1083
- 1085 – 1102 : Gauthier II de Chambly (ou Gualterius), du 2 novembre 1085 à sa mort le 26 juillet 1102
- 1103 – 1120 : Manassé Ier (ou Manasses), mort le 13 janvier 1120
- 1120 – 1134 : Burchard[1] (ou Burcard[2] , ou Brocard[3]), mort le 4 janvier 1134
- 1134 – 1158 : Manassé II (ou Manasses), mort le 23 avril 1158
- 1158[8] ou 1159[7] – 1161 : Renaud[1] (ou Rainauldus[2])
- 1161 – 1161 : Hugues (ou Hugo), de 1161 au 7 septembre 1161
- 1162 – 1171 : Étienne de la Chapelle (ou Stephanus)
- 1172 – 1174[8] ou 1175[7] : Pierre Ier de Saint-Chrysogone (ou Petrus), cardinal (1173)
- v. 1175 : Pierre II[16] (ou Petrus)
- 1177 – 1194[8] ou 1195[7] : Simon Ier de Lizy
- 1196[8] ou 1197[7] – 1207 : Anseau[1] (ou Ansellus[2]), Anseau de Garlande, mort le 8 juin 1207, ambassadeur et juriste de Philippe-Auguste.

### XIIIesiècle
- 1207[7] ou 1208[8] – 1214 : Geoffroy de Tressy (ou Godefredus), mort le 6 février 1214
- 1214 – 1221 : Guillaume Ier de Nemours (ou Guilielmus), mort le 19 août 1221
- 1221 – 1222 ou 1223 : Amaury[1] (ou Amalricus[2]) ; son épiscopat à Meaux se termine en 1222[7] ou janvier 1223[8]
- 1223 – 1255 : Pierre III de Cuisy (ou Petrus), mort en 1255
- 1255 – 1267 : Alerme de Cuisy (ou Alermus), de 1255 à sa mort le 12[8] ou 13[7] octobre 1267
- 1267 – 1269 : Jean Ier de Poincy (ou Joannes), de 1267 à sa mort le 27 octobre 1269
- 1269 – 1272 : Jean II de Garlande (ou Joannes), de 1269 à sa mort avant la Pentecôte[17] 1272
- ? – 1274 : Eude (ou Odo), mort en novembre 1274
- 1274 – v. 1288 : Jean III[18] (ou Joannes)
- 1289 – 1297[8] ou 13 février 1298[7] : Adam de Vaudoy, mort le 12 février 1297
- 1298 ou 1299 – 1300 : Jean de la Grange (ou Joannes), du 8 janvier 1298[8] ou 8 janvier 1299[7] à 1300

### XIVesiècle
- 1301 – 1304 : Jean de Montrolles[18],[1] (ou Joannes de Montroles[2]), de 1301 à sa mort le 12 février 1304
- 1304 ou 1305 – 1308 : Nicolas Volé (ou Nicolaus), de 1304[8] ou 1305[7] à sa mort le 18 avril 1308
- 1308 – 1317 : Simon Festu, du 18 octobre 1308 à sa mort le 30 décembre 1317
- 1318 – 1321 : Guillaume de Brosse (ou Guilielmus), du 1er mars 1318 à mars 1321
- 1321 – 1325 : Pierre de Jean dit de Moussy[1] (ou Petrus de Moussy[2]), du 11 mars 1321 au 16 octobre 1325
- 1326 – 1334 : Guillaume Durand de Saint-Pourçain, du 29 mars 1326 à sa mort le 10 septembre 1334
- 1334 ou 1335 – 1350 ou 1351 : Jean de Meulan[1] (ou Joannes de Meulant[2]), du 26 novembre 1334[8] ou 15 septembre 1335[7] à 1350[8] ou 1351[7]
- 1350 ou 1351 – 1361 ou 1362 : Philippe de Vitry, de 1350[8] ou 1351[7] à sa mort le 9 juin en 1361[8] ou 1362[7]
- 1363 ou 1364 – 1377 : Jean Royer[1] (ou Joannes Rouhier[2], ou Joannes Royer[3]), du 2 février 1363[8] ou 29 septembre 1364[7] à sa mort après le 29 avril[7] ou en juillet 1377[8]
- 1377 – 1390 : Guillaume de Dormans (ou Guilielmus), du 3 septembre 1377 au 31 octobre 1390
- 1391 – 1409 : Pierre Fresnel (ou Petrus), du 10 novembre 1391 au 20 août 1409

### XVesiècle
- 1409 – 1418 : Jean de Saints (ou Joannes), du 20 août 1409 à sa mort le 20 septembre 1418
- 1418 ou 1419 – 1426 : Robert de Girème[19], de septembre 1418[7] ou 10 juillet 1419[8] à sa mort le 19 janvier 1426
- 1426 – 1435 : Jean de Briou (ou Joannes), du 8 avril 1426 à sa mort le 17 août 1435
- 1435 – 1439 : Pasquier de Vaux[1] (ou Pasquier de Vaux[2]), du 25 septembre[7] ou 7 décembre[8] 1435 au 9 octobre 1439
- 1439 – 1446 : Pierre de Versailles (ou Petrus), du 9 octobre 1439 à sa mort le 11 novembre 1446
- 1447 – 1458 : Jean Le Meunier (ou Joannes), du 9 mai[7] ou décembre[8] 1447 à sa mort le 22 juin 1458
- 1459 – 1473 : Jean du Drac (ou Joannes), de mars[8] ou avril[7] 1459 à sa mort le 17 mai 1473
- 1473 ou 1474 – 1474 : Tristan de Salazar (ou Tristandus), du 26 octobre 1473[8] ou 1er juillet 1474[7] au 26 septembre 1474
- 1474 ou 1475 – 1483 : Louis de Melun (ou Ludovicus), du 26 septembre 1474[7] ou 5 avril 1475[8] à sa mort le 13 mai 1483
- 1483 – 1500 : Jean Lhuillier[1] (ou Joannes d'Huillier[2]), du 6 juin[7] ou 7 août[8] 1483 à sa mort le 21 septembre 1500

### XVIesiècle
- 1500 ou 1501 – 1510 : Jean de Pierrepont (ou Joannes), du 15 octobre 1500[7] ou 3 janvier 1501[8] à sa mort le 2 septembre 1510
- 1511 – 1516 : Louis Pinelle (ou Ludovicus), du 19[8] ou 31 mars[7] 1511 à sa mort le 2 janvier 1516
- 1516 – 1534 : Guillaume Briçonnet, du 19 mars 1516 à sa mort le 24 janvier 1534
- 1534 – 1535 : Antoine Duprat, du 5 mai 1534 au 9 juillet 1535
- 1535 – 1552 : Jean de Buz, du 13 août 1535 au 9 octobre 1552
- 1554 – 1564 : Louis de Brézé, du 1er avril 1554 au 5 août 1564
- 1564 – 1570 : Jean du Tillet, du 5 août 1564 au décembre 1570
- 1571 – 1589 : Louis de Brézé (2e fois), du 3 avril 1571 au 15 septembre 1589
- 1589- 1594 :  Alexandre de La Marck
- 1594 - 1597 : Jean Touchard
- 1597 - 1602 : François de L'Hospital

### XVIIesiècle
- 1603 – 1623 : Jean de Vieuxpont, du 2 février 1603 au 16 août 1623
- 1624 – 1637 : Jean de Belleau, de 1624 au 16 août 1637
- 1637 – 1659 : Dominique Séguier, du 26 août 1637 au 12 mars 1659
- 1659 – 1681 : Dominique de Ligny, du 12 mars 1659 au 27 avril 1681
- 1681 – 1704 : Jacques-Bénigne Bossuet, du 2 mai 1681 au 12 avril 1704

### XVIIIesiècle
- 1704 – 1737 : Henri-Pons de Thiard de Bissy, cardinal. Du 10 mai 1704 au 26 juillet 1737
- 1737 – 1759 : Antoine-René de La Roche de Fontenille, de septembre 1737 au 7 janvier 1759
- 1759 – 1779 : Jean-Louis de La Marthonie de Caussade, du 11 février 1759 à 1779
- 1779 – 1790 : Camille de Polignac, du 8 août 1779 à 1790
- 1791 – 1793 : Pierre Thuin, évêque constitutionnel de Seine-et-Marne, du 27 mars 1791 à 1793

Interruption de 9 ans pour cause de Révolution.

### XIXesiècle
- 1802 – 1805 : Louis-Mathias de Barral, du 9 avril 1802 au 30 janvier 1805
- 1805 – 1819 : Pierre-Paul de Faudoas, du 30 janvier 1805 au 8 septembre 1819
- 1819 – 1830 : Jean-Joseph-Marie-Victoire de Cosnac, du 3 septembre 1819 au 19 avril 1830
- 1830 – 1839 : Romain-Frédéric Gallard, du 19 avril 1830 au 14 janvier 1839
- 1839 – 1884 : Auguste Allou, du 19 janvier 1839 au 30 août 1884
- 1884 – 1909 : Emmanuel-Marie-Ange de Briey, du 30 août 1884 au 11 décembre 1909

### XXesiècle
- 1910 – 1921 : Emmanuel-Jules-Marie Marbeau, du 8 février 1910 au 31 mai 1921
- 1921 – 1931 : Louis-Joseph Gaillard, du 21 novembre 1921 au 25 septembre 1931
- 1932 – 1936 : Frédéric Lamy, du 16 août 1932 au 20 août 1936
- 1937 – 1942 : Joseph Évrard, du 1er février 1937 au 25 juillet 1942
- 1942 – 1961 : Georges-Louis-Camille Debray, du 25 juillet 1942 au 29 avril 1961
- 1961 – 1973 : Jacques Ménager, du 7 décembre 1961 au 13 juillet 1973
- 1974 – 1986 : Louis Kuehn, du 13 mai 1974 au 27 août 1986
- 1986 – 1987 : Guy Gaucher, du 27 août 1986 au 7 mai 1987
- 1987 – 1999 : Louis Cornet, du 31 juillet 1987 au 17 août 1999
- 1999 – 2012 : Albert-Marie de Monléon, du 17 août 1999 au 9 août 2012

### XXIesiècle
- depuis le 9 août 2012 : Jean-Yves Nahmias

## Évêques auxiliaires
L'archevêque est également aidé d'évêques auxiliaires :
- Jean Raynaud en 1524.
- Guy de Montmiral de 1529 à 1536.
- Yves Bescond du 12 juillet 1979 au 20 octobre 1986, également évêque titulaire de Aquae Thibilitanae.
- Guy Thomazeau du 12 novembre 1988 au 14 septembre 1994, également évêque titulaire de Chunavia.
- Jean-Marie Le Vert du 21 novembre 2005 au 7 décembre 2007, également évêque titulaire de Simidicca.
- Guillaume Leschallier de Lisle depuis le 15 octobre 2021, également évêque titulaire de Pisita.